# ꭗ
Cette page contient des caractères spéciaux ou non latins. S’ils s’affichent mal (▯, ?, etc.), consultez la page d’aide Unicode.
ꭗ (uniquement en minuscule), appelé x à long jambage gauche, est une lettre additionnelle de l’alphabet latin qui est utilisée dans la transcription phonétique de dialectologie allemande, Teuthonista. Dans le Sprachatlas von Mittelfranken (de) ou le Tiroler Dialektarchiv il a la forme d’un x à long jambage droite.

## Utilisation

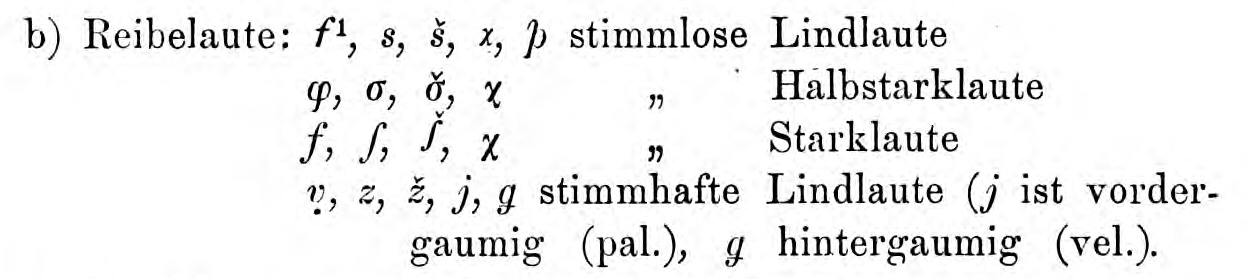
Symboles des consonnes fricatives utilisés par Walter Steinhauser en 1922, dont un chi avec une jambe courte.

Walter Steinhauser utilise un chi avec une jambe courte en 1922 dans une description du bavarois-autrichien.
Le ꭗ est utilisé dans le Sprachatlas von Bayerisch-Schwaben (de), dirigé par Werner König (de), pour représenter une consonne entre la consonne fricative palatale voisée ou douce ꭓ et la consonne fricative vélaire voisée ou douce x, (notée [ʝ̠] ou [ɣ̟] avec l’alphabet phonétique international), c’est-à-dire une consonne fricative postpalatale, appelée ech-Laut.
Dans le Sprachatlas von Mittelfranken (de) ou le Tiroler Dialektarchiv il a la forme d’un x à long jambage droite.

## Représentations informatiques
Le x à long jambage gauche peut être représenté avec les caractères Unicode (Latin étendu E) suivants :
| formes    | représentations | chaînes de caractères | points de code | descriptions                                    |
| --------- | --------------- | --------------------- | -------------- | ----------------------------------------------- |
| minuscule | ꭖ               | ꭗ                     | U+AB57         | lettre minuscule latine x à long jambage gauche |